# Рогатинський Роман Михайлович
Роман Михайлович Рогатинський (нар. 2 січня 1955, с., нині смт Велика Березовиця Тернопільського району Тернопільської області
) — український вчений у галузі механіки, доктор технічних наук (1997 р.), професор, проректор з наукової роботи Тернопільського національного технічного університету імені Івана Пулюя (у 2007–2020 роках).

## Освіта
У 1976 році закінчив механічний факультет Тернопільської філії Львівського політехнічного інституту і здобув диплом інженера-механіка за спеціальністю «Технологія машинобудування, металорізальні верстати і інструменти». Після закінчення інституту працював інженером-технологом у механічному цеху заводу автомобільних агрегатів м. Гродно (Білорусь).

## Вчений ступінь
1996 року в спеціалізованій раді Тернопільського приладобудівного інституту захистив кандидатську дисертацію на тему «Основи оптимального проектування гвинтових конвеєрів сільськогосподарських машин» за спеціальністю 05.05.11 — «Сільськогосподарські і гідромеліоративні машини» (науковий керівник — доктор технічних наук, професор Б. М. Гевко).
1997 року в спеціалізованій раді Національного аграрного університету, м. Київ, захистив докторську дисертацію на тему «Механіко-технологічні основи взаємодії шнекових робочих органів з сировиною сільськогосподарського виробництва» за спеціальностями 05.20.01 — «Механізація сільськогосподарського виробництва» та 05.05.05 — «Піднімально-транспортні машини» (науковий керівник — доктор технічних наук, професор Б. М. Гевко).

## Професійна діяльність
У 1977 році працював інженером-технологом відділу експлуатаційної надійності і випробовувань виробничого об'єднання «Тернопільський комбайновий завод».
У 1979 році прийшов у Тернопільську філію Львівського політехнічного інституту старшим інженером, а згодом завідувачем лабораторії кафедри технології машинобудування. У 1989 році переведений на посаду асистента, а в 1992 році — старшого викладача кафедри технології машинобудування цього ж вищого навчального закладу, який у 1991 році був перейменований у Тернопільський приладобудівний інститут.
У 1995 році переведений на посаду доцента кафедри технології машинобудування, а в 1996 — присвоєно вчене звання доцента цієї ж кафедри.
У 1998 році — професор кафедри технології машинобудування ТДТУ. Увійшов до складу спеціалізованої ради К 35.01.02 із захисту дисертацій при Луцькому державному технічному університеті, від 1999 року є членом спеціалізованої вченої ради Д 26.056.08 при Київському національному університеті будівництва і архітектури, а в 2000 р. призначений заступником голови спеціалізованої ради Д 58.052.02 при ТДТУ.
Від 2000 року — завідувач кафедри економіки виробничої діяльності ТДТУ, призначений членом експертної ради ВАК України з галузевого машинобудування. Є членом редколегії «Вісника ТНТУ», «Галицького економічного вісника».
у 2007–2020 роках — проректор з наукової роботи Тернопільського національного технічного університету імені Івана Пулюя

## Наукові праці
Наукові праці стосуються сільськогосподарського машинобудування та підіймально-транспортних машин, а саме питань розробки, моделювання та оптимального проектування гвинтових та інших транспортерів, транспортно-технологічних систем і процесів, дослідження та поглиблення теорії сипких середовищ, розробки теорії поелементної взаємодії тіл у потоці, техніко-економічного обґрунтування впровадження нових систем машин.
Загальна кількість наукових публікацій становить більше 220, в тому числі 5 монографій, авторських свідоцтв та патентів — 82.